# عشيبية لولبية حديثة صامدة البرد
عشيبية لولبية حديثة صامدة البرد (الاسم العلمي: Noviherbaspirillum psychrotolerans) هي نوع من البكتيريا، سلبية الغرام، تتبع العشيبيات لولبية حديثة.